# ميجان كيلر
ميجان كيلر (بالإنجليزية: Megan Keller)‏ هي لاعبة هوكي الجليد أمريكية، ولدت في 1 مايو 1996 في فارمنغتون في الولايات المتحدة.

## وصلات خارجية
- ميجان كيلر على موقع EliteProspects.com (الإنجليزية)
- ميجان كيلر على موقع أوليمبيديا (الإنجليزية)